# Żabno
Pour les articles homonymes, voir Żabno (homonymie).
Żabno (prononcé en polonais : /ˈʐabnɔ/) est une ville de la voïvodie de Petite-Pologne.
La ville s'étend sur plus de 104,8 kilomètres carrés et compte 19 426 habitants depuis le dernier recensement de la population en janvier 2012.
Le maire de Żabno se nomme Stanisław Jan Kusior.
Entourée par Radłów, Dąbrowa Tarnowska et Lisia Góra, Żabno est située à 8 kilomètres au sud-ouest de Dąbrowa Tarnowska la plus grande ville aux alentours.